# Elektrozawodskaja (stacja metra linii Arbatsko-Pokrowskiej)
Elektrozawodskaja (ros. Электрозаводская – Elektrofabryczna) – stacja moskiewskiego metra linii Arbatsko-Pokrowskiej (kod 048). Nazwana od pobliskiej elektrowni i fabryki żarówek. Powstała w trzecim etapie budowy metra (podczas II wojny światowej) na odcinku Kurskaja - Partizanskaja. Wyjścia prowadzą na ulicę Bolszaja Semjonowskaja i stację kolejową Elektrozawodskaja. Stacja umożliwia przesiadkę na przystanek o tej samej nazwie linii Niekrasowskiej.

## Konstrukcja i wystrój
Jednopoziomowa stacja typu pylonowego z trzema komorami i jednym peronem. Powstała w stylu łączącym styl przedwojenny (art déco stacji powstałych podczas drugiego etapu budowy) ze stylem powojennym (przepych socrealistyczny stacji linii okrężnej). Projekt stacji otrzymał Nagrodę Państwową ZSRR w 1946 roku. Ściany nad torami obłożono czerwonym, a kolumny jasnym marmurem i ozdobiono płaskorzeźbami przedstawiającymi ciężko pracujących ludzi podczas wielkiej wojny ojczyźnianej. Wloty wentylacji zasłonięto pozłacanymi kratami z brązu. W suficie umieszczono 318 lamp w 6 rzędach. Podłogi pokrywa czarny i szary granit z żółto-różowym obramowaniem z marmuru. W westybulu znajduje się rzeźba przedstawiająca budowniczych metra. W hallu z kasami powieszono płaskorzeźby przedstawiające naukowców związanych z elektryką: M. Łomonosowa, P. Jabłoczkowa, A. Popowa, M. Faradaya, B. Franklina i W. Gilberta. W 2007 i 2008 roku stacja przeszła remont generalny, podczas którego wymieniono m.in. schody ruchome.